# Benoît Joachim
Benoît Joachim (4 de janeiro de 1976) é um ex-ciclista de estrada profissional luxemburguês.

## Carreira

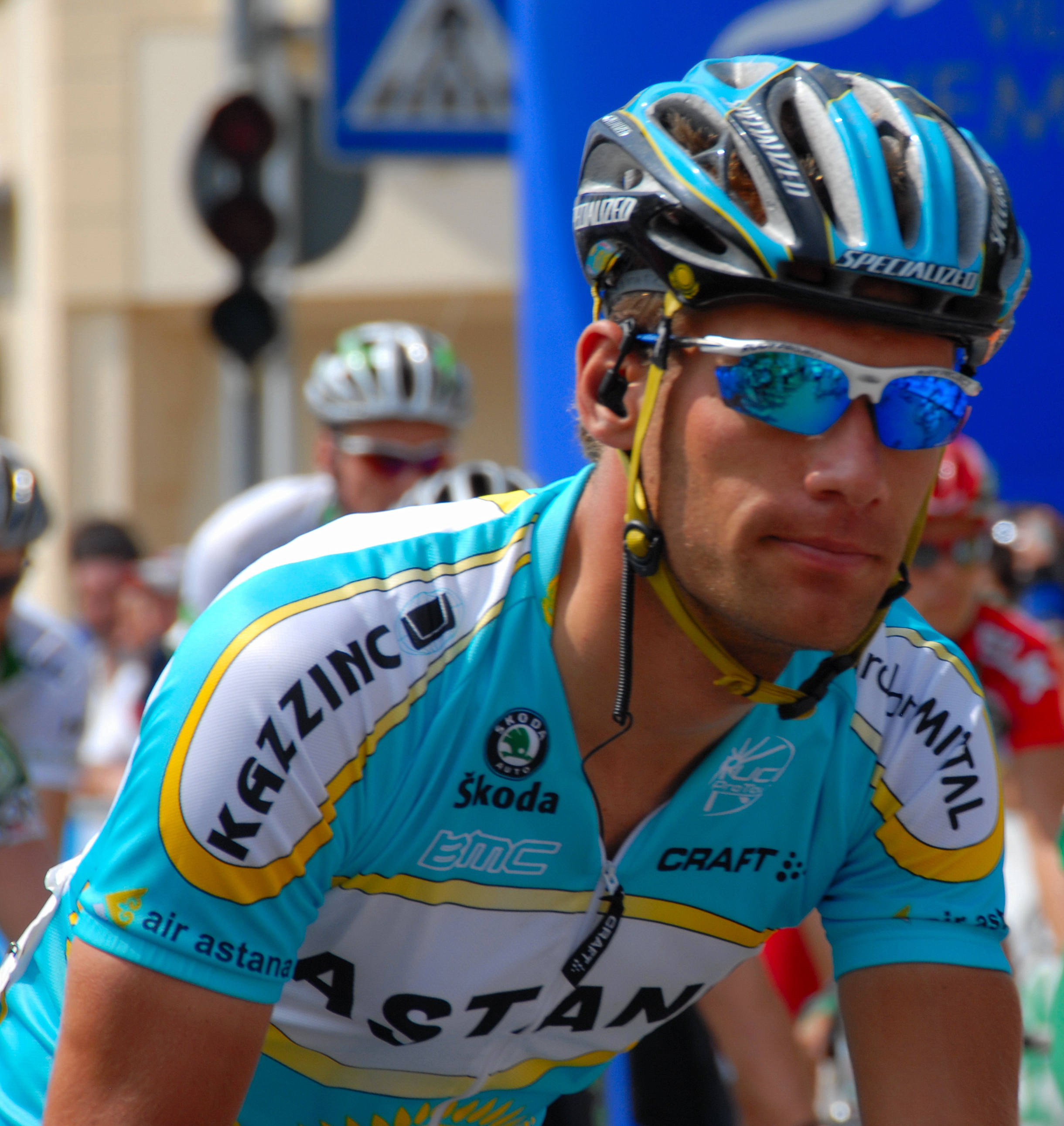
Benoît Joachim em 2007

Joachim começou a sua carreira profissional com 18 anos de idade para uma pequena equipe de ciclismo italiano, Sonego Sport. Depois de competir com eles por três meses, Joachim foi reconhecido pela equipe maior, De Nardi. Após competir com De Nardi por três anos, ele se juntou com a Discovery Channel Pro Cycling Team e atuou como um super-doméstico pela equipe. Joachim já competiu em onze Grandes Voltas, incluindo o Tour de France (20000, 2002), o Giro d'Italia (2005, 2006, 2007) e a Volta a Espanha (1999, 2001, 2003, 2004, 2005, 2006). Joachim testou positivo para nandrolona em 2000, mas foi inocentado pela sua federação nacional em um tecnicismo. Em 2003 venceu o Campeonato de Luxemburgo de Ciclismo em Estrada e no contrarrelógio em 2004. Além disso, Joachim tornou-se o primeiro luxemburguês a vestir a camisa dourada do líder da corrida na Volta a Espanha 2004. Joachim usou a camisa por dois dias. Competiu na prova individual e por equipes do ciclismo de estrada nos Jogos Olímpicos de 2004, disputadas na cidade de Atenas, Grécia. Em 2007, Joachim foi transferido para Astana, mas deixou a equipe depois de duas temporadas, e competiu para Differdange ao longo de 2009. No final da temporada, ele terminou a sua carreira profissional.
Seu irmão mais novo, Aurélien, é um futebolista internacional de Luxemburgo.
No relatório USADA de 2012, foi relatado por ciclistas que Joachim usou EPO e enterrados alguns numa floresta perto de uma corrida que eles iam competir em Luxemburgo.